# L’Aigle
L’Aigle település Franciaországban, Orne megyében. Lakosainak száma 7771 fő (2022. január 1.). L’Aigle La Chapelle-Viel, Écorcei, Rai, Saint-Michel-Tubœuf, Saint-Ouen-sur-Iton, Saint-Sulpice-sur-Risle és Saint-Symphorien-des-Bruyères községekkel határos.

## Népesség
A település népességének változása:
| Lakosok száma | 7983 | 8053 | 8292 | 8090 | 8019 | 7961 | 7903 | 7824 | 7771 |
|               | 2013 | 2015 | 2016 | 2017 | 2018 | 2019 | 2020 | 2021 | 2022 |